# Rudolf Bing
Rudolf Bing (Viena, Imperio austrohúngaro, 9 de enero de 1902-Nueva York, Estados Unidos, 2 de septiembre de 1997) fue un empresario de ópera británico de nacimiento austríaco. En 1971 fue condecorado caballero por la Reina Isabel II.

## Trayectoria
Proveniente de una acaudalada familia judía vienesa se formó en Viena y Berlín. Con la ascensión del nazismo en 1934 emigró a Inglaterra. Después de ocupar varios puestos en los teatros de ópera alemanes, asumió el cargo de director general en la ópera de Glyndebourne de Inglaterra (1935-1949).
En 1946 ayudó a fundar el Festival de Edimburgo. En 1949 se estableció en Nueva York.
Desde 1950 hasta 1972 trabajó como gerente general de la Ópera del Metropolitan, donde al influenciar al poder autocrático, encumbró la normativa de rendimiento del instituto, amplió su temporada, reanimó las innovaciones en diseño y producción, cesó la exclusión de los cantantes de color y supervisó el traslado de la compañía al nuevo edificio en el Lincoln Center en 1966.
Bajo su regencia cantó por primera vez un cantante afrodescendiente en el Met, la célebre contralto Marian Anderson (1955, Un ballo in maschera) y luego otras afroamericanas como Leontyne Price y Martina Arroyo. Fue instrumental en las carreras de grandes cantantes como Zinka Milanov, Leonie Rysanek, Placido Domingo, Renata Tebaldi, Franco Corelli y Roberta Peters.
Sostuvo una conflictiva relación profesional con muchos artistas, como Helen Traubel, Beverly Sills, y en especial con Maria Callas a quien echó del teatro en 1959. Una de sus favoritas fue la soprano sueca Birgit Nilsson y la suiza Lisa della Casa a quien prefirió por sobre la alemana Elisabeth Schwarzkopf.
Durante su gestión se estrenaron Vanessa de Samuel Barber, A Electra le sienta bien el luto de Martin Levy y  Antonio y Cleopatra de Barber que inauguró el nuevo Metropolitan Opera con por su director favorito Franco Zeffirelli responsable de varias producciones.
Su producción preferida en el Met fue La flauta mágica, diseñada por Marc Chagall. Durante su gestión, Herbert von Karajan produjo y dirigió El anillo del nibelungo de Richard Wagner.

## Vida personal
Se casó en Berlín con la bailarina Nina Schelemskaya-Schlesnaya en 1928, permanecieron juntos hasta la muerte de ella en 1983. En 1987, contrajo matrimonio con Carroll Douglass, 45 años más joven y con un historial de problemas mentales. Se establecieron en el Caribe donde él comenzó a dar los primeros síntomas de Mal de Alzheimer. En 1989, el matrimonio fue anulado debido a sus problemas mentales, siendo admitido en el Hebrew Home for the Aged en Riverdale, Nueva York. Murió a los 95 años de complicaciones respiratorias.

## Libros
- Bing, Rudolf, 5000 Nights at the Opera: The Memoirs of Sir Rudolf Bing, New York: Doubleday, 1972. ISBN 0-385-09259-8
- Bing, Rudolf, A Knight at the Opera, New York: Putnam, 1981. ISBN 0-399-12653-8